# كنة مشكة
كنة مشكة هي قرية في مقاطعة سردشت، إيران. يقدر عدد سكانها بـ 292 نسمة بحسب إحصاء 2016.